# Mitsui Seiki Kōgyō
Mitsui Seiki Kōgyō K.K. (jap. 三井精機工業株式会社, ~ Kabushiki-gaisha, engl. Mitsui Precision Machinery & Engineering) ist ein Hersteller von Werkzeugmaschinen, sowie früher Hersteller von Kraftfahrzeugen aus Japan. Das Unternehmen gehört zur Mitsui Group.

## Geschichte
Das Unternehmen wurde am 29. Dezember 1928 als K.K. Tsugami Seisakusho (株式会社津上製作所) im Landkreis Ebara (heute Ōta) in der Präfektur Tokio zur Herstellung von Maschinen gegründet. Im Dezember 1937 erfolgte erst die Umbenennung in Tōyō Seiki K.K. (東洋精機株式会社) und dann im Mai 1942 nach der Fusion mit Mitsui Kōsakuki K.K. (三井工作機械株式会社) zur heutigen Firmierung. Ein Jahr darauf wurde der Sitz nach Chūō, Tokioverlegt. Im April 1947 begann mit dem Orient (オリエント, Oriento) die Produktion von Automobilen. Später wurde auch der Markenname Humbee (ハンビー, Hanbī) verwendet. Hino Jidōsha vertrieb die Fahrzeuge. 1961 wurde im Auftrag für Hino der Hino Briska und 1966 der Hino Ranger produziert. Der Markenname Humbee wurde 1962 oder 1965 aufgegeben.
2001 wurde der Firmensitz nach Kawajima verlegt.

## Fahrzeuge
Zunächst standen ausschließlich dreirädrige Nutzfahrzeuge im Angebot. Der EF 11 Surrey war der erste Personenkraftwagen. Auch er hatte drei Räder. Die Front ähnelte einem Motorrad. Hinter dem Fahrer war Platz für zwei Personen. Ein luftgekühlter Einzylindermotor mit 285 cm³ Hubraum und 11,5 PS Leistung trieb über Ketten die Hinterräder an. Alternativ stand ein Zweitaktmotor mit 766 cm³ Hubraum zur Verfügung.